# Manipulacja językowa
Manipulacja językowa – forma zamierzonego i intencjonalnego działania wypowiedzią, mającego na celu wywarcie korzystnego dla manipulatora wpływu na odbiorcę. Manipulacja dotyczy jednak bardziej relacji między nadawcą i odbiorcą, nie zaś użytych środków jako takich. Działania manipulacyjne są ukryte dla świadomości odbiorcy.
Najczęstszymi środkami językowymi wykorzystywanymi do manipulacji językowej są:
- wyrazy wartościujące
- formy pierwszej osoby liczby mnogiej wprowadzane do tekstu w celu wywołania wrażenia tożsamości nadawcy i odbiorcy
- wyrazy zawierające pozytywną ocenę odbiorcy, które poprzedzają przekazywany komunikat
- wypowiedzi tak zbudowane, że nie da się im zaprzeczyć i przez to wydają się zawsze prawdziwe
- mówienie między wierszami
- eufemizmy
- zmienianie znaczenia wyrazów.

Należy pamiętać, iż niemal wszystko może zostać uznane za manipulacyjne. Termin ten jest silnie pejoratywny i oparty na subiektywnym odczuciu, w związku z czym brak w nim naukowości.